# Wydawnictwo Światło Życie
Wydawnictwo Światło-Życie – polskie wydawnictwo katolickie związane z Ruchem Światło-Życie. Oficjalnie na rynku wydawniczym pojawiło się ono w 2000 r. jako dział Instytutu Niepokalanej Matki Kościoła. Wydawnictwo publikuje głównie teksty założyciela Ruchu, ks. Franciszka Blachnickiego, materiały formacyjne dla jego członków, ale także dzieła innych autorów o tematyce religijno-społecznej.

## Historia
Jako struktura nieoficjalna wydawnictwo działało już od 1978 r., kiedy założył je ks. Franciszek Blachnicki na potrzeby drukowania i rozprowadzania materiałów formacyjnych. Było podzielone na trzy działy: produkcji (zajmował się redakcją merytoryczną i techniczną), reprodukcji (obejmował drukarnie) i dystrybucji (kolportaż i rozpowszechnianie). Działalność wydawnictwa nigdy nie została przerwana, mimo trudności ze strony władz komunistycznych. Do 1990 r. wydawnictwo miało swoją siedzibę w Zakopanem, skąd zostało przeniesione do Lublina. Obecnie mieści się w Krakowie, przy ul. św. Jadwigi.

### Maximilianum
Bezpośrednio z wydawnictwem Światło-Życie powiązane było wydawnictwo Maximilianum, założone przez ks. Blachnickiego podczas jego pobytu w Carlsbergu razem z drukarnią św. Maksymiliana. W grudniu 1982 r. Maximilianum wydrukowało pierwszą książkę, a 14 sierpnia 1984 r. została poświęcona drukarnia. Nakładem wydawnictwa ukazywały się takie czasopisma, jak „Życie w świetle”, „List do Dzieci Bożych”, „Prawda-Krzyż-Wyzwolenie”. Wydawnictwo i drukarnia działały do 1987 r., kiedy musiały zostać zamknięte z powodu długów.